# If I Didn’t Love You
If I Didn’t Love You — песня американских кантри-музыкантов Джейсона Алдина, исполненная им в дуэте вместе с Кэрри Андервуд, вышедшая 23 июля 2021 года в качестве первого сингла с его десятого студийного альбома Macon, Georgia (2021).
Песня номинирована на премию Грэмми в категории Лучшее выступление дуэта/группы в стиле кантри на 64-й ежегодной премии Грэмми.

## История
Песня — эмоциональная баллада, описывающая обе стороны отношений, в которых трудно уйти от другой. Курт Эллисон и Талли Кеннеди, два из авторов песни, являются членами группы Олдина и продюсерской группы New Voice Entertainment. Песня появилась позже в процессе написания альбома, предназначенного для дуэта, когда Олдин записал песню перед тем, как выбрать партнера для дуэта. Список певческих партнеров Олдина был невелик, на первом месте была Андервуд.

## Награды и номинации
Песня номинирована на премию Грэмми-2022 в категории Лучшее выступление дуэта или группы в стиле кантри на 64-й ежегодной премии Грэмми

### Academy of Country Music Awards
| Год  | Номинируемая работа    | Категория                 | Результат |
| ---- | ---------------------- | ------------------------- | --------- |
| 2022 | «If I Didn’t Love You» | Single of the Year        | Победа    |
| 2022 | «If I Didn’t Love You» | Musical Event of the Year | Номинация |
| 2022 | «If I Didn’t Love You» | Music Video of the Year   | Номинация |

### Grammy Awards
| Год  | Номинируемая работа    | Категория                    | Результат |
| ---- | ---------------------- | ---------------------------- | --------- |
| 2022 | «If I Didn’t Love You» | Best Country/Duo Performance | Номинация |

### iHeartRadio Music Awards
| Год  | Номинируемая работа    | Категория                | Результат |
| ---- | ---------------------- | ------------------------ | --------- |
| 2022 | «If I Didn’t Love You» | Country Song of the Year | Победа    |

### 2022 CMT Music Awards
| Год  | Номинируемая работа    | Категория                       | Результат |
| ---- | ---------------------- | ------------------------------- | --------- |
| 2022 | «If I Didn’t Love You» | Video of the Year               | Победа    |
| 2022 | «If I Didn’t Love You» | Collaborative Video of the Year | Победа    |

## Коммерческий успех
В США «If I Didn’t Love You» дебютировал под номером 20 в кантри-чарте Billboard Country Airplay и сразу на втором месте в чарте Hot Country Songs, став самым высшим дебютом для дуэта между мужчиной и женщиной в истории. С тиражом 29,500 цифровых загрузок и 9 млн стрим-потоков в первую неделю сингл также дебютировал на 15-м месте в основном американском хит-параде Billboard Hot 100.
30 октября 2021 года сингл достиг первого места в Country Airplay, став для Олдина его 24-м чарттоппером и для Андервуд её 16-м хитом номер один (впервые с 2016 года после её хита «Church Bells». Это увеличило рекорд Андервуд среди женщин по числу чарттопперов в Country Airplay. Песня продержалась две недели на первом месте в чартах Mediabase/Country Aircheck Singles и Billboard Country Airplay. 13 ноября 2021 года в чарте Country Airplay сингл спустился на второе место, уступив вершину чарта хиту «Fancy Like» (Walker Hayes), но спустя неделю снова вернулся на первое место.

## Музыкальное видео
Лирик-видео вышло 23 июля 2021 года. Официальный видеоклип для песни был выпущен 8 сентября 2021 года, режиссёр Shaun Silva. Видео было снято в Schermerhorn Symphony Center в Нашвилле.

## Концертные исполнения
Олдин и Андервуд дали своё первое совместное живое исполнение песни на 55-й ежегодной церемонии вручения награды Country Music Association Awards на Bridgestone Arena в Нашвилле 10 ноября 2021 года. А затем они снова выступили на American Music Awards 2021 года с предварительно записанным выступлением в Нашвилле.

## Чарты
| Чарт (2021)                               | Высшая позиция |
| ----------------------------------------- | -------------- |
| Австралия (Country Hot 50, TMN)           | 4              |
| Канада (Billboard Canadian Hot 100)       | 35             |
| Канада (Billboard Country)                | 1              |
| Мир (Billboard Global 200)                | 44             |
| Новая Зеландия (RMNZ)                     | 35             |
| Великобритания (OCC UK Singles Downloads) | 46             |
| Великобритания (UK Singles Sales (OCC)    | 49             |
| США (Billboard Hot 100)                   | 15             |
| США (Billboard Country Airplay)           | 1              |
| США (Billboard Hot Country Songs)         | 2              |

| Чарт (2021)                        | Позиция |
| ---------------------------------- | ------- |
| США (Billboard Hot 100)            | 85      |
| США (Country Airplay, Billboard)   | 40      |
| США (Hot Country Songs, Billboard) | 22      |

## Сертификации
| Регион                                                                      | Сертификация | Продажи   |
| --------------------------------------------------------------------------- | ------------ | --------- |
| США (RIAA)                                                                  | Платиновый   | 1 000 000 |
| Данные о продажах + прослушиваниях приведены только на основе сертификации. |              |           |